# Oedicephalus variegatus
Oedicephalus variegatus là một loài tò vò trong họ Ichneumonidae.